# Patife Band
Patife Band é um projeto do músico e compositor Paulo Barnabé (irmão do também músico e compositor Arrigo Barnabé), norte-paranaense radicado em São Paulo, formada em 1984 na cidade de São Paulo.
O compositor usa técnicas de composição erudita contemporânea onde surgem ritmos assimétricos, células atonais e algumas séries dodecafônicas. Há também assumida influência de  do jazz, hard rock e ritmos brasileiros.
Tornando-se um dos expoentes do movimento que ficou conhecido como Vanguarda Paulista que se somou a um movimento global de inovações ocorridas na década de 1980, principalmente nos países mais industrializados, nas composições de gênero rock e punk rock incorporando métodos mais rebuscados e experimentais na métrica e ritmo das músicas.

## História
Inicialmente com o nome de Paulo Patife Band, a banda foi formada em 1984 por Paulo Barnabé (voz) com Duda Neves na bateria, Regina Porto (piano elétrico), Otavio Fialho (baixo) e "Tuba" na guitarra, encenando a pseudo-ópera "João Bobo e as Bonecas Infláveis" com texto de Paulo Barnabé e Robinson Borba, onde no palco, Paulo surrava um boneco inflável de borracha de 1.70 m de altura o João Bobo, com o seu característico movimento pendular ao som da musica "Tô Tenso" (Arrigo Barnabé, Itamar Assumpção e Paulo Barnabé). Paulo Barnabé foi quem, depois de experiências com o irmão Arrigo Barnabé e Itamar Assumpção, já em busca de linguagem própria, montou a banda.
Após inúmeras formações grava seu primeiro disco solo intitulado apenas de Patife Band com Paulo Barnabé no vocal e piano, Paulo Pagni e James Muller na bateria, André Fonseca na guitarra e convidados como Bozo Barreti DX 7 em Tô tenso e Pesadelo, Zé Português baixo em Noite Feliz, Sidney Giovenazzi baixo em Pregador maldito, música essa muito executada na Radio Fluminense de Niterói (RJ).
Em 1985, Paulo Barnabé lança seu álbum de estreia, um mini-LP homônimo lançado pelo selo Lira Paulistana, que ganhou destaque com a versão para o clássico da Jovem Guarda "Tijolinho", de Wagner Benatti.
Em 1986, Paulo e banda participa da trilha sonora do filme Cidade Oculta, de Chico Botelho, com a música Poema em Linha Reta e "Pregador Maldito" sendo interpretes no filme os músicos André Fonseca (guitarra), Alberto Monteiro "Batata" (bateria) e Sidney Giovenazzi (baixo).
Em 1987, Paulo Barnabé lança o álbum Corredor Polonês pela gravadora WEA, com Paulo Mello e Cidão Trindade na bateria, André Fonseca na guitarra, Sidney Giovenazzi no baixo, Olivier no sax tenor e alto, Bocato no trombone, Toninho Ferraguti no acordeon, Papete na percussão e mais participações, disco no qual consta entre outras músicas a faixa "Tô Tenso" (regravada pelos Ratos de Porão), "Teu Bem" (regravada por Cássia Eller) e "Vida de Operário" (de autoria dos Excomungados e regravada pelo Pato Fu). Em 2002, a WEA relançou o álbum na versão CD.
Logo após o lançamento de Corredor Polonês, em 89, Paulo Barnabé refaz a formação e volta com um som mais jazzístico onde na bateria se destaca Zé Eduardo Nazário (Grupo Um) e Felipe Ávila na guitarra e Sidney Giovenazzi no baixo, único integrante da formação que gravou o disco Corredor Polonês e que continua por mais um tempo com Paulo e se desliga depois de um tempo para dedicar-se ao seu trabalho solo entrando em seu lugar o baixista português radicado em São Paulo Zé Português e mais pra frente sai Felipe Ávila e entra Emerson Villani e Sandro Albert na guitarra. Esta formação dura um ano e Paulo entra em novo período de pausa e composição.

### Retorno
Após treze anos separados, em 2003, a banda volta a se reunir com o nome de Paulo Barnabé & Patife Band, e lança o álbum Ao Vivo, gravado no Festival Demo Sul, em Londrina, com Paulo Barnabé (voz), Emerson Villani (guitarra e voz), Maurício Biazzi (baixo) e Eduardo Batistella (bateria) na formação da banda.
Em 2005, as músicas "Teu Bem" e "Poema em Linha Reta" foram incluídas na coletânea The Sexual Life of the Savages: Underground Post-Punk of São Paulo, Brasil, lançada pelo selo londrino Soul Jazz Records.
Em 2019, é lançado o livro "Corredor Polonês: Patife Band e a criação da obra-prima esquecida do rock brasileiro", de Marcelo Dallegrave e Melissa Medroni.

## Discografia

### Álbuns de estúdio
- Patife Band (Mini-LP, 1985, Independente)
- Corredor Polonês (LP, 1987, WEA)

### Álbuns ao vivo
- Ao Vivo (CD, 2003)

### Compilações
- Cidade Oculta (Trilha sonora, LP, 1986)
- The Sexual Life of the Savages: Underground Post-Punk of São Paulo, Brasil (CD, 2005, Soul Jazz Records)